# Bahnstrecke Schnabelwaid–Bayreuth
| Strecke nach Bayreuth (links) und Bahnstrecke Nürnberg–Cheb in Schnabelwaid |                                                             |                                    |                                    |
| |                                                             |                                    |                                    |
| Streckennummer (DB): | 5001                                                        |                                    |                                    |
| Kursbuchstrecke (DB): | 512, 860                                                    |                                    |                                    |
| Kursbuchstrecke: | 421 (1946) 421g, 421h (Abzw Kreuzstein – Bayreuth Hbf 1946) |                                    |                                    |
| Streckenlänge: | 18,2 km                                                     |                                    |                                    |
| Spurweite: | 1435 mm (Normalspur)                                        |                                    |                                    |
| Streckengeschwindigkeit: | 140 km/h                                                    |                                    |                                    |
| Zugbeeinflussung: | PZB, ZUB 262                                                |                                    |                                    |
| |                                                             |                                    |                                    |
| \| \| \| von Nürnberg Hbf \| \| \| \| 0,000 \| Schnabelwaid \| 472 m ü. NHN \| \| \| \| nach Cheb \| \| \| \| 5,524 \| Creußen (Oberfr) \| 434 m ü. NHN \| \| \| 9,100 \| Roter Main (90 m) \| Roter Main (90 m) \| \| \| 9,700 \| Bundesstraße 2 und Bundesstraße 85 \| Bundesstraße 2 und Bundesstraße 85 \| \| \| 9,829 \| Neuenreuth (b Creußen) \| 415 m ü. NHN \| \| \| 12,200 \| Bundesautobahn 9 \| Bundesautobahn 9 \| \| \| 15,400 \| Bundesstraße 2 und Bundesstraße 85 \| Bundesstraße 2 und Bundesstraße 85 \| \| \| \| von Hollfeld \| \| \| \| 16,510 \| Abzw Kreuzstein \| Abzw Kreuzstein \| \| \| 17,000 \| Bayreuth Hofgarten (geplant) \| Bayreuth Hofgarten (geplant) \| \| \| 17,200 \| Bundesstraße 22 (40 m) \| Bundesstraße 22 (40 m) \| \| \| \| Badstraße \| \| \| \| \| Mühlkanal \| \| \| \| 17,800 \| Bundesstraße 2 \| Bundesstraße 2 \| \| \| 17,800 \| Roter Main (zusammen 110 m) \| Roter Main (zusammen 110 m) \| \| \| \| Tunnelstraße \| \| \| \| \| von Weiden (Oberpf) \| \| \| \| 18,210 \| Bayreuth Hbf \| 344 m ü. NHN \| \| \| \| nach Warmensteinach \| \| \| \| \| nach Neuenmarkt-Wirsberg \| \| \| \| \| \| \| \| Quellen: [1][2][3] \| \| \| \| |                                                             |                                    |                                    |
| Strecke |                                                             | von Nürnberg Hbf                   | von Nürnberg Hbf                   |
| Bahnhof | 0,000                                                       | Schnabelwaid                       | 472 m ü. NHN                       |
| Abzweig geradeaus und nach rechts |                                                             | nach Cheb                          | nach Cheb                          |
| Bahnhof | 5,524                                                       | Creußen (Oberfr)                   | 434 m ü. NHN                       |
| Brücke über Wasserlauf | 9,100                                                       | Roter Main (90 m)                  | Roter Main (90 m)                  |
| Strecke mit Straßenbrücke | 9,700                                                       | Bundesstraße 2 und Bundesstraße 85 | Bundesstraße 2 und Bundesstraße 85 |
| Dienststation / Betriebs- oder Güterbahnhof | 9,829                                                       | Neuenreuth (b Creußen)             | 415 m ü. NHN                       |
| Strecke mit Straßenbrücke | 12,200                                                      | Bundesautobahn 9                   | Bundesautobahn 9                   |
| Strecke mit Straßenbrücke | 15,400                                                      | Bundesstraße 2 und Bundesstraße 85 | Bundesstraße 2 und Bundesstraße 85 |
| Abzweig geradeaus und ehemals von links |                                                             | von Hollfeld                       | von Hollfeld                       |
| ehemalige Blockstelle | 16,510                                                      | Abzw Kreuzstein                    | Abzw Kreuzstein                    |
| ehemaliger Haltepunkt / Haltestelle | 17,000                                                      | Bayreuth Hofgarten (geplant)       | Bayreuth Hofgarten (geplant)       |
| Brücke | 17,200                                                      | Bundesstraße 22 (40 m)             | Bundesstraße 22 (40 m)             |
| Brücke |                                                             | Badstraße                          | Badstraße                          |
| Brücke über Wasserlauf |                                                             | Mühlkanal                          | Mühlkanal                          |
| Brücke | 17,800                                                      | Bundesstraße 2                     | Bundesstraße 2                     |
| Brücke über Wasserlauf | 17,800                                                      | Roter Main (zusammen 110 m)        | Roter Main (zusammen 110 m)        |
| Brücke |                                                             | Tunnelstraße                       | Tunnelstraße                       |
| Abzweig geradeaus und von rechts |                                                             | von Weiden (Oberpf)                | von Weiden (Oberpf)                |
| Bahnhof | 18,210                                                      | Bayreuth Hbf                       | 344 m ü. NHN                       |
| Abzweig geradeaus und nach rechts |                                                             | nach Warmensteinach                | nach Warmensteinach                |
| Strecke |                                                             | nach Neuenmarkt-Wirsberg           | nach Neuenmarkt-Wirsberg           |
| |                                                             |                                    |                                    |
| Quellen: |                                                             |                                    |                                    |

Die Bahnstrecke Schnabelwaid–Bayreuth ist eine eingleisige Hauptbahn in Bayern. Sie zweigt in Schnabelwaid aus der Bahnstrecke Nürnberg–Cheb ab und führt über Creußen nach Bayreuth.

## Geschichte
Die Fichtelgebirgsbahn wurde gebaut, um Bayreuth direkt mit Nürnberg zu verbinden, nachdem die Stadt bereits 1853 mittels einer Stichbahn von Neuenmarkt aus an die Ludwigs-Süd-Nord-Bahn angeschlossen worden war. Die Bahnstrecke Nürnberg–Bayreuth wurde am 15. Juli 1877 auf ihrer gesamten Länge eröffnet, der abzweigende Abschnitt Schnabelwaid–Holenbrunn erst zehn Monate danach in Betrieb genommen. Heute stellt die durchgehend zweigleisige Strecke von Nürnberg nach Marktredwitz die bedeutendere Achse dar, die eingleisige Hauptbahn Schnabelwaid–Bayreuth wird als Zweigstrecke betrachtet. Der südliche Teil der Fichtelgebirgsbahn von Nürnberg nach Pegnitz wird heute auch als Pegnitztalbahn bezeichnet.
Ab dem 12. April 1945 ruhte infolge der Kriegshandlungen gegen Ende des Zweiten Weltkriegs der Verkehr auf der Strecke, nachdem die Züge wegen der Angriffe durch Tiefflieger nur noch nachts unterwegs gewesen waren.:50 Am 8. Juni 1945 verkehrte zwischen Bayreuth und Pegnitz wieder der erste Zug.:47
Im Jahr 2022 wurden Vorplanungen zu einem zweigleisigen Ausbau vergeben. Am 1. Juli 2024 beauftragte der Bayerische Verkehrsminister die Deutsche Bahn für über 20 Millionen Euro mit den Planungen für einen Ausbau der Bahnstrecke Schnabelwaid–Bayreuth. Teil des Planungsumfangs ist die Elektrifizierung, der teilweise zweigleisige Ausbau, eine neue Station Bayreuth Hofgarten und der barrierefreie Ausbau der Bahnhöfe Creußen, Bayreuth Hauptbahnhof (Bahnsteig 1) und Stockau. Die Deutsche Bahn rechnete mit dem Vorliegen des Baurechts spätestens 2034.
Die Elektrifizierung der Strecke soll das Nachladen von Akku-Zügen und zusammen mit einer Elektrifizierung der Strecke Nürnberg–Marktredwitz einen vollelektrischen Nahverkehr zwischen Nürnberg und Bayreuth und ermöglichen.

## Streckenbeschreibung
Die Strecke zweigt im Bahnhof Schnabelwaid von der Bahnstrecke Nürnberg–Cheb ab und verläuft entlang des Roten Mains und der hier gebündelten Bundesstraßen 2 und 85 nach Norden bis Bayreuth. Sie ist auf gesamter Länge eingleisig und besitzt an den Bahnhöfen Creußen und Neuenreuth Ausweichstellen zur Zugkreuzung. Die streckenbezogene Höchstgeschwindigkeit beträgt 140 km/h.
Am südlichen Stadtrand von Bayreuth mündete am Abzweig Kreuzstein bis 1998 vom Bahnhof Altstadt kommend das gemeinsame Gleis der ehemaligen Nebenbahnen nach Hollfeld und Thurnau. Hier stößt, von Osten her, auch die Bahnstrecke Weiden–Bayreuth auf die Trasse, beide Strecken verlaufen bis zum Hauptbahnhof ohne Weichenverbindung parallel. Das Stromtal des Roten Mains durchqueren sie auf einem knapp 1,5 km langen Damm. Von Süden kommend führt die Trasse zunächst über die Bundesstraße 22 (Wieland-Wager Straße), dann den Mühlkanal und schließlich, unmittelbar vor der Einfahrt in den Hbf Bayreuth, erst über die Bundesstraße 2 (Albrecht-Dürer Straße) und direkt daran anschließend den Roten Main.

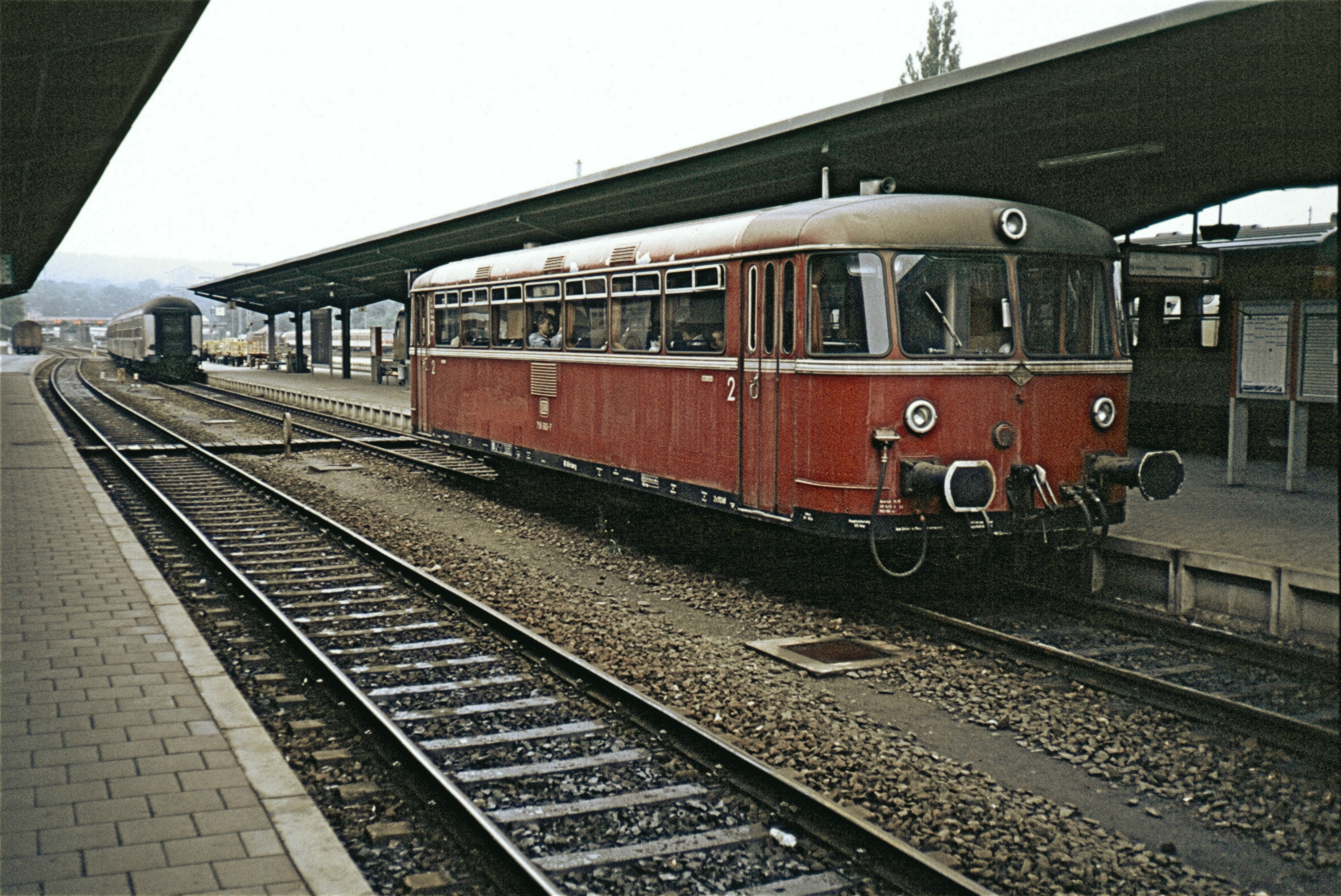
Baureihe 798 als Personenzug nach Pegnitz in Bayreuth Hbf (1987)
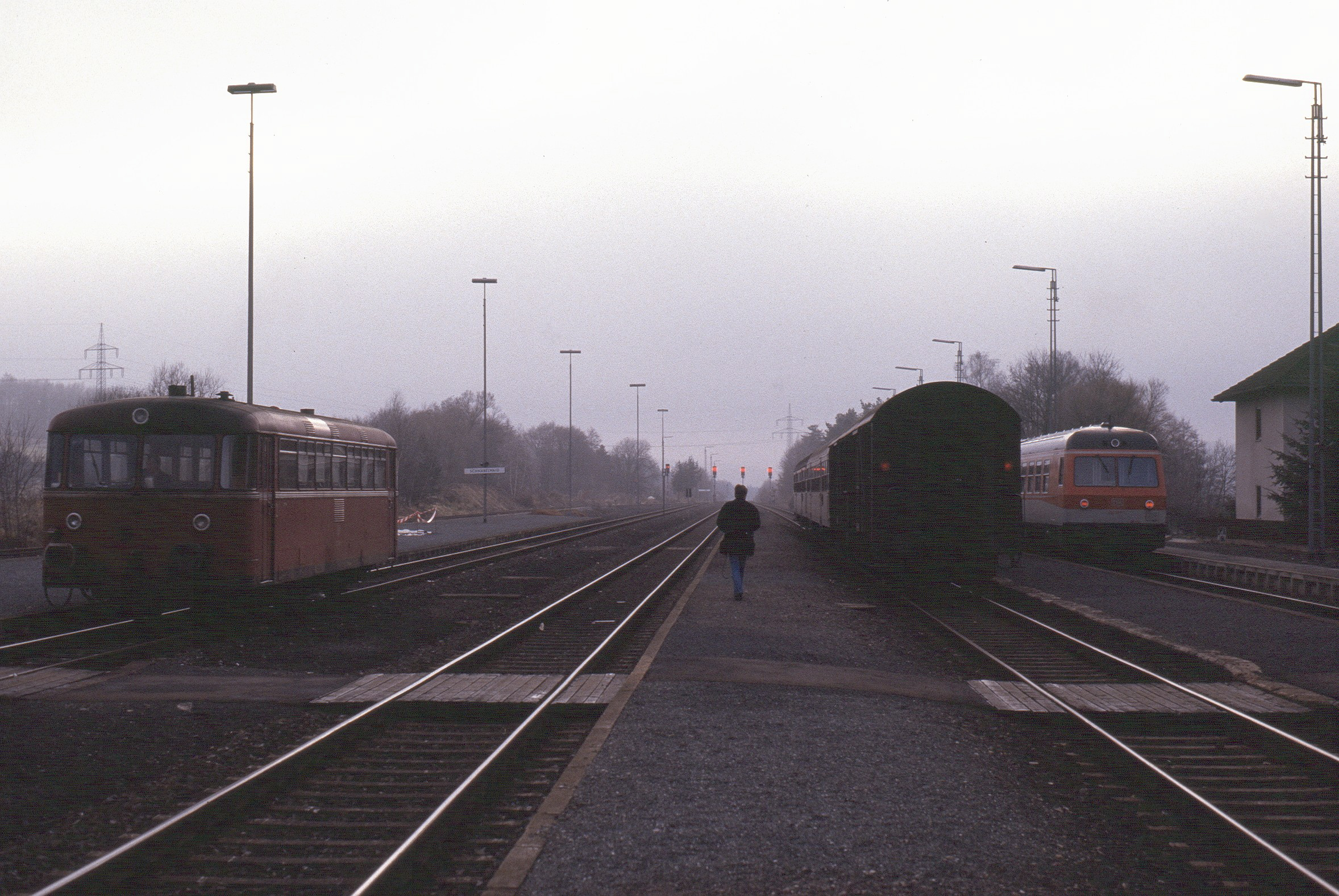
Bahnhof Schnabelwaid mit Baureihe 614 von und 798 nach Bayreuth (24. Dezember 1987)

## Verkehr
Über die Strecke fahren alle 2 Stunden Regional-Express-Züge mit Dieseltriebwagen der Baureihe 612 (Regioswinger) von Nürnberg über Pegnitz, Bayreuth und Münchberg nach Hof. Bis zum Fahrplanwechsel im Dezember 2013 wurden diese Züge als Interregio-Express-Züge gefahren und verkehrten weiter bis nach Dresden. Seit der vollständigen Elektrifizierung der Bahnstrecke Leipzig–Hof zwischen Reichenbach (Vogtl) ob Bf und Hof Hbf wurde die Linie im Dezember 2013 in Hof gebrochen, sodass seitdem ein Umstieg erforderlich ist.
Daneben verkehren stündlich Triebwagen der Baureihe 612 als Regionalexpress von Nürnberg nach Bayreuth sowie im Schülerverkehr auf der Strecke. Seit Dezember 2013 gibt es darüber hinaus eine Direktverbindung mit der Baureihe 612 von Lichtenfels nach Nürnberg über Kulmbach, Neuenmarkt-Wirsberg und Bayreuth. Die Strecke ist seit dem Beitritt des Landkreises und der Stadt Bayreuth vollständig in den Verkehrsverbund Großraum Nürnberg (VGN) integriert.

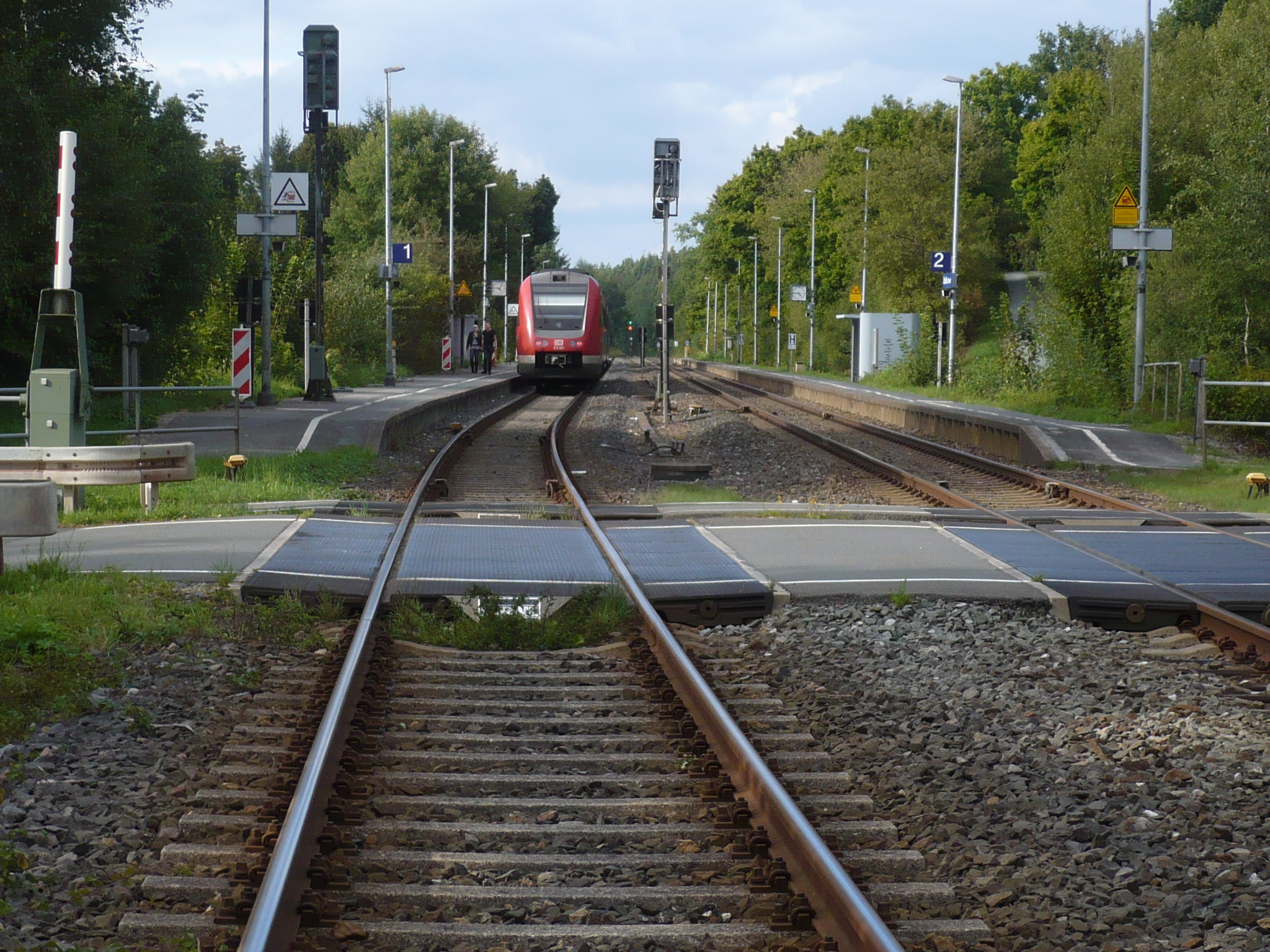
Neigetechniktriebzug der Baureihe 612 als Franken-Sachsen-Express in Creußen
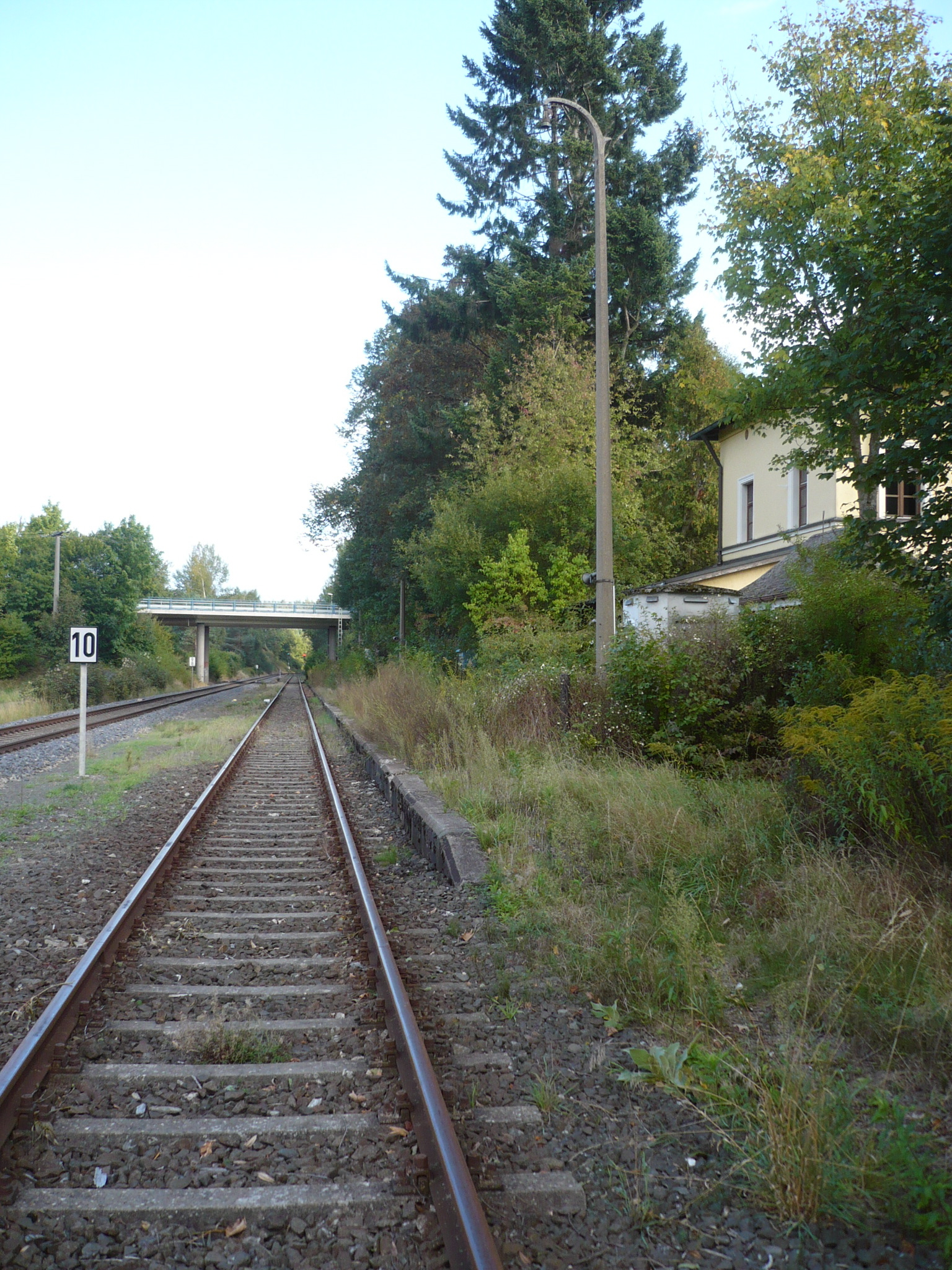
Bahnhof Neuenreuth (bei Creußen) (2012)
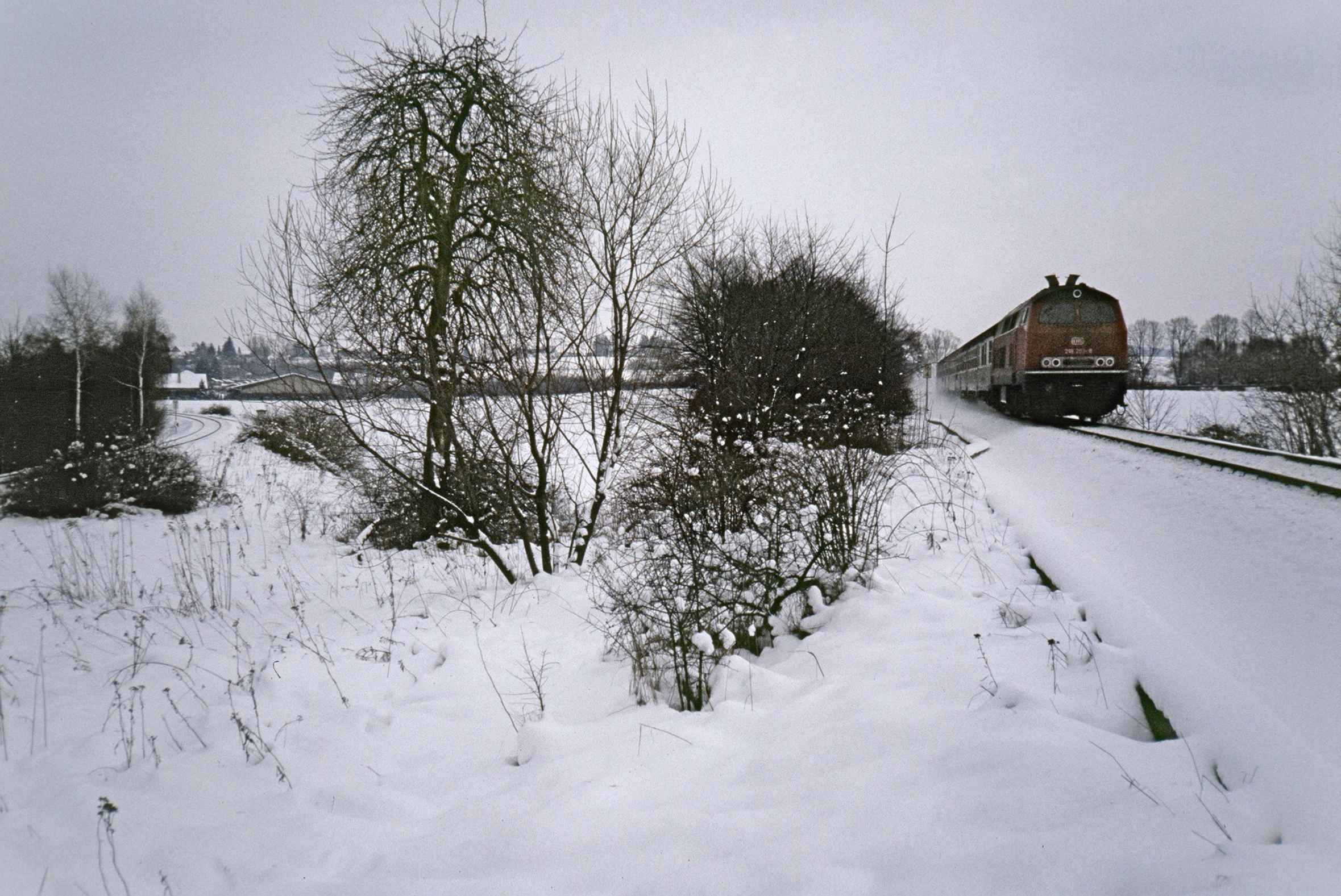
Am Abzweig Kreuzstein (links die Strecke nach Weiden; 1986)
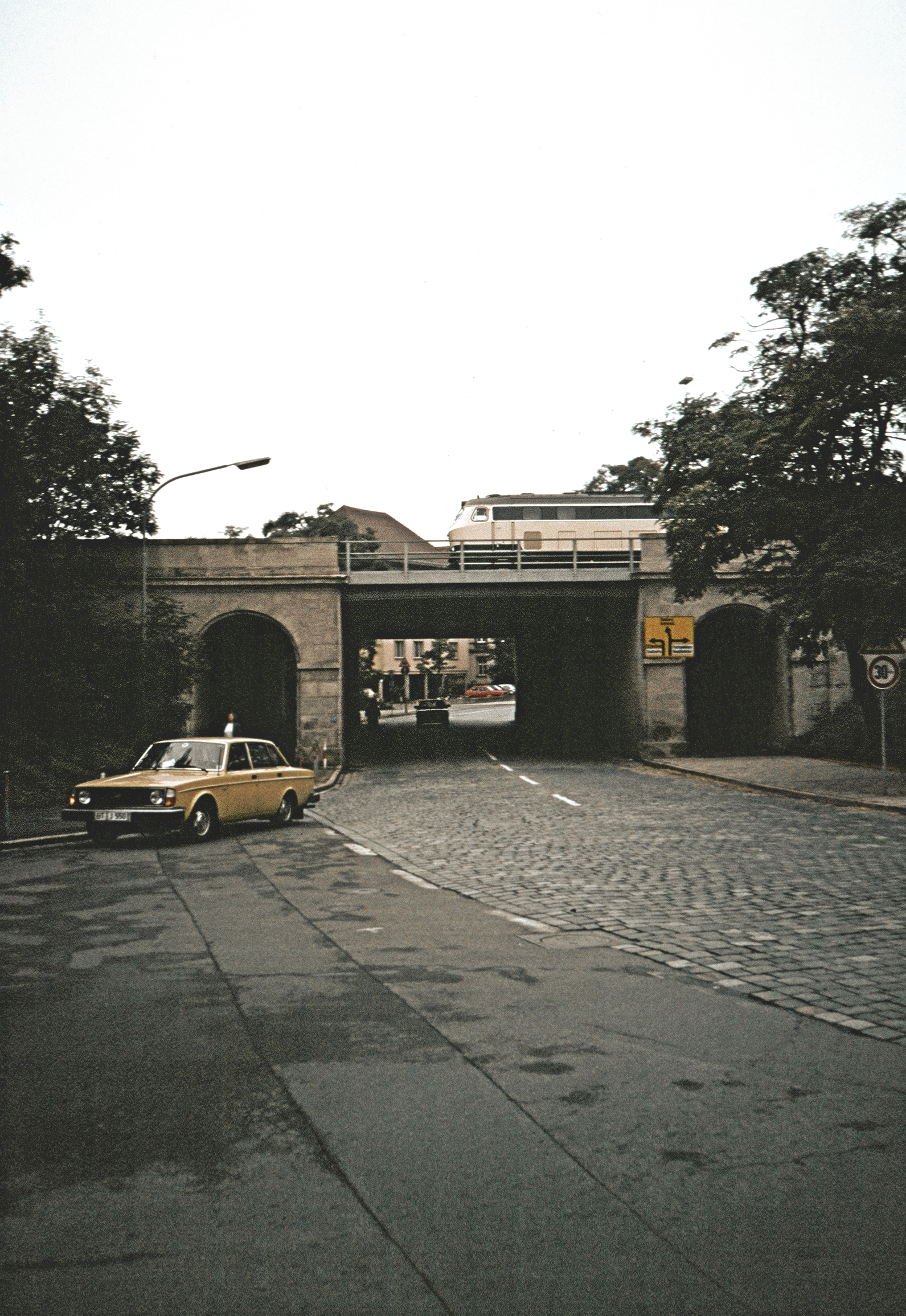
Brücke über die Tunnelstraße in Bayreuth (1987)